# Schweiz (Kurzfilm)
Schweiz (Originaltitel: Switzerland; Verweistitel People and Places: Switzerland) ist ein US-amerikanischer Kurzfilm-Dokumentation von Ben Sharpsteen aus dem Jahr 1955 über die Schweiz, mit dem der Produzent Walt Disney für einen Oscar nominiert war.

## Inhalt

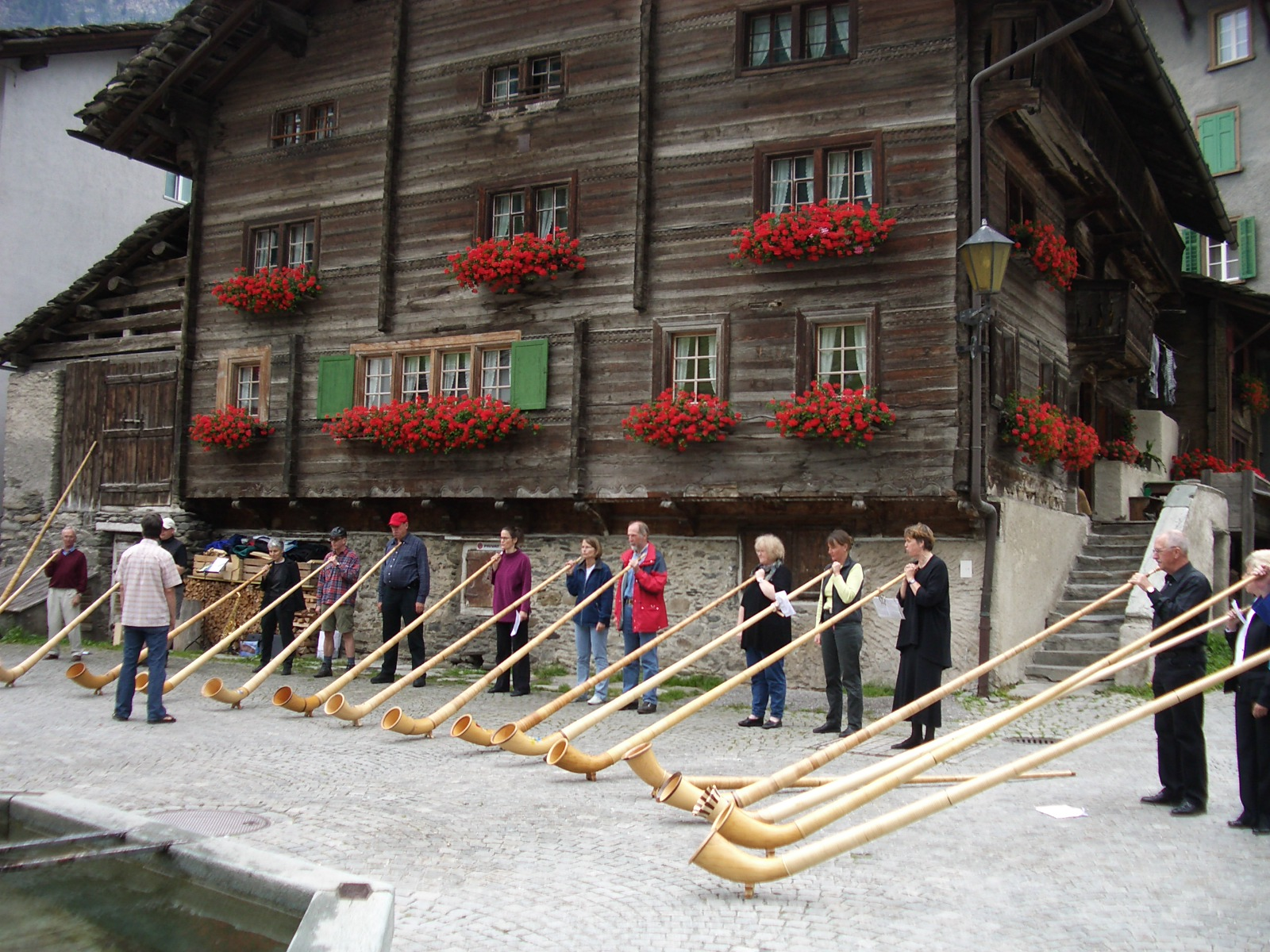
Alphorn-Konzert in Vals GR

Der Film setzt sich mit dem Leben in der Schweiz, der Landschaft, Kultur und Brauchtum auseinander. Anfangs sucht ein Ziegenhirte in einer inszenierten Aktion in den Bergen ein verloren gegangenes Kind. Später geht der Blick zu Pferden, in einer idyllischen Landschaft, die dazu eingesetzt werden, Felder zu pflügen

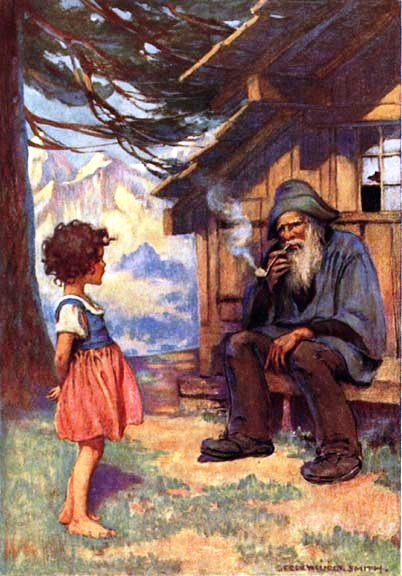
Heidi und Alpöhi, illustriert von Jessie Willcox Smith

Wir erfahren etwas über das Jodeln, das oft als typisch für die Schweiz angesehen wird, und darüber, dass das Alphorn, eine Naturtrompete aus Holz, mindestens seit dem 16. Jahrhundert bekannt ist. Auf zahlreichen eidgenössischen Festen werden Schießen, Fahnenschwingen und Hornussen gepflegt. Holzschnitzereien, speziell Krippenfiguren, werden mit der Schweiz in Verbindung gebracht; seit dem 19. Jahrhundert ist die Schweiz zudem bekannt für ihre Spitzen. Aus der Schweizer Küche kennt man Rösti, Appenzellerkäse, Basler Mehlsuppe, Zürcher Geschnetzeltes und das berühmte Käsefondue.
Wir erfahren, dass der Maler Hans Holbein der Jüngere sich selbst als Basler bezeichnet hat und Arnold Böcklin, einer der bedeutendsten bildenden Künstler des 19. Jahrhunderts, aus Basel stammt. Weltgeschichtlich bedeutsam war Johannes Calvin, der Begründer des Calvinismus. Literarisch hielt vor allem Friedrich Schiller die alte Eidgenossenschaft in seinem Schauspiel Wilhelm Tell fest. Eines der weltweit wohl bekanntesten Bücher dürfte das Schweizer Kinderbuch Heidi von Johanna Spyri von 1880/1881 sein, das zu den am meisten übersetzten Büchern der Welt gehört.

## Produktion, Veröffentlichung
Es handelt sich bei Schweiz um einen Film innerhalb einer Reihe Walt Disneys, die unter der vorangestellten Bezeichnung Land und Leute (People and Places) im Zeitraum 1953 bis 1960 produziert wurde und 17 Filme hervorbrachte. Bei Schweiz handelt es sich um den dritten Film der Reihe. Gedreht wurde in CinemaScope.
Der von der Buena Vista Distribution vertriebene Film wurde in den USA am 16. Januar 1955 uraufgeführt. In Schweden wurde er am 12. Dezember 1955 veröffentlicht, in Japan am 10. August 1956. In Westdeutschland lief er am 14. Dezember 1956 an.

## Rezeption

### Kritik
„Farbschöner Reisebericht (...). Enttäuscht insofern, als er sich auf eine Postkartenauswahl beschränkt, die der Umsicht der früheren Disney-Produktionen nicht entspricht.“

- Michael Barrier befand, der Film vermittle nicht nur den Eindruck, dass traditionelle Methoden den Zweiten Weltkrieg überlebt hätten, sondern den, dass der Zweite Weltkrieg nie stattgefunden habe.[4]

### Auszeichnung
Walt Disney war auf der Oscarverleihung 1956 mit dem Film in der Kategorie „Bester Kurzfilm“ (2 Filmrollen) für einen Oscar nominiert, der jedoch an Wilbur T. Blume und seinen Film The Face of Lincoln ging.